# Chấn động não
Chấn động não, còn được gọi là chấn thương sọ não nhẹ (mTBI), thường được định nghĩa là chấn thương đầu ảnh hưởng tạm thời đến hoạt động của não. Các triệu chứng có thể bao gồm mất ý thức (loss of consciousness - LOC); mất trí nhớ; đau đầu; khó khăn với suy nghĩ, tập trung hoặc cân bằng; buồn nôn; mờ mắt; rối loạn giấc ngủ; và thay đổi tâm trạng. Bất kỳ triệu chứng nào trong số này có thể bắt đầu ngay lập tức hoặc xuất hiện vài ngày sau khi bị thương, và không có gì bất thường khi các triệu chứng kéo dài bốn tuần. Ít hơn 10% các chấn động liên quan đến thể thao ở trẻ em có liên quan đến mất ý thức.
Nguyên nhân phổ biến bao gồm va chạm với xe cơ giới, té ngã, chấn thương thể thao và tai nạn xe đạp. Các yếu tố rủi ro bao gồm uống rượu. Cơ chế có thể liên quan đến một cú đánh trực tiếp vào đầu hoặc các lực ở nơi khác trên cơ thể được truyền đến đầu. Điều này được cho là dẫn đến rối loạn chức năng tế bào thần kinh, vì có nhu cầu glucose tăng nhưng máu không được cung cấp đủ. Chẩn đoán yêu cầu ít hơn 30 phút mất ý thức, mất trí nhớ dưới 24 giờ và thang điểm hôn mê từ 13 đến 15. Nếu nặng hơn, nó được coi là chấn thương sọ não vừa hoặc nặng.
Phòng ngừa chấn động bao gồm sử dụng mũ bảo hiểm khi đi xe đạp hoặc đi xe máy. Điều trị thường bao gồm nghỉ ngơi về thể chất và nhận thức trong một hoặc hai ngày, với sự trở lại dần dần của các hoạt động. Thời gian nghỉ ngơi kéo dài có thể làm xấu đi kết quả. Paracetamol (acetaminophen) hoặc NSAID có thể được khuyên dùng để giảm đau đầu. Vật lý trị liệu có thể hữu ích cho các vấn đề cân bằng kéo dài; liệu pháp hành vi nhận thức có thể hữu ích cho những thay đổi tâm trạng. Bằng chứng để hỗ trợ việc sử dụng liệu pháp oxy áp suất cao và liệu pháp trị liệu thần kinh cột sống còn thiếu.
Các chấn động được ước tính sẽ ảnh hưởng đến hơn 6 trên 1.000 người mỗi năm. Đây là loại TBI phổ biến nhất. Nam giới và thanh niên thường bị ảnh hưởng nhất. Kết quả nói chung là tốt. Một chấn động khác trước khi các triệu chứng của chấn động trước đã được giải quyết có liên quan đến kết quả tồi tệ hơn. Các chấn động lặp đi lặp lại cũng có thể làm tăng nguy cơ mắc bệnh não sau chấn thương mãn tính, bệnh Parkinson và trầm cảm.